# Fanuele
Fanuele  è un nome proprio di persona italiano maschile.

## Varianti in altre lingue
- Catalano: Fanuel
- Ebraico: פְנוּאֵל (Penuel, Peniel)[2][3]
- Francese: Phanouel
- Greco biblico: Φανουηλ (Phanouel)[2]
- Inglese: Penuel, Phanuel
- Latino: Phanuhel[2], Phanuel[1], Phunihel[2]
- Polacco: Fanuel
- Russo: Фануил (Fanuil)

## Origine e diffusione
Deriva dal nome ebraico פְנוּאֵל (Penuel), che vuol dire "volto di Dio", "visione di Dio" o anche "che vede Dio". Nome di tradizione biblica, è presente più volte sia nell'Antico sia nel Nuovo Testamento: nel primo, è portato da due personaggi citati nel Primo libro delle Cronache (8:25 e 4:4), mentre nel secondo è il nome del padre della profetessa Anna (Lc 2:36). Inoltre, "Penuel" è anche il nome che Giacobbe diede al luogo dove lottò con l'angelo di Dio, poiché disse: "Ho visto Dio faccia a faccia, eppure la mia vita è rimasta salva" (Gn 32:24-32). 
Fanuele è anche il nome di un angelo menzionato nel Libro di Enoch, dopo san Michele, Raffaele e Gabriele.

## Onomastico
L'onomastico può essere festeggiato il primo di novembre, festa di Ognissanti, non essendovi santi con questo nome che è quindi adespota.

## Il nome nelle arti
- Fanuèl è un personaggio dell'opera di Arrigo Boito Nerone.
- Phanuel è un personaggio dell'opera di Jules Massenet Hérodiade.